# Condado de Antillón
El condado de Antillón es un título nobiliario español creado por la reina Isabel II el 22 de agosto de 1848 con Real Despacho del 4 de febrero de 1849, con el vizcondado previo de San Isidoro, a favor de María Josefa Piles y Rubín de Celis  en atención a los servicios prestados por su esposo difunto, Isidoro de Antillón y Marzo, diputado en las Cortes de Cádiz, oidor de la Real Audiencia de Mallorca, y del Consejo de S.M., natural de Santa Eulalia del Campo.

## Historia de los condes de Antillón
- María Josefa Piles y Rubín de Celis (m. 12 de mayo de 1859),[3] I condesa de Antillón,[2] Era hija de José de Piles y Hevia y de Micaela Rubín de Celis.[4]

Con doce años, contrajo un primer matrimonio con su tío Miguel Rubín de Celis. Se casó en segundas nupcias en 1805 con Isidoro de Antillón y Marzo, difunto cuando la reina Isabel II concedió el título. En 4 de marzo de 1859 sucedió su hija:

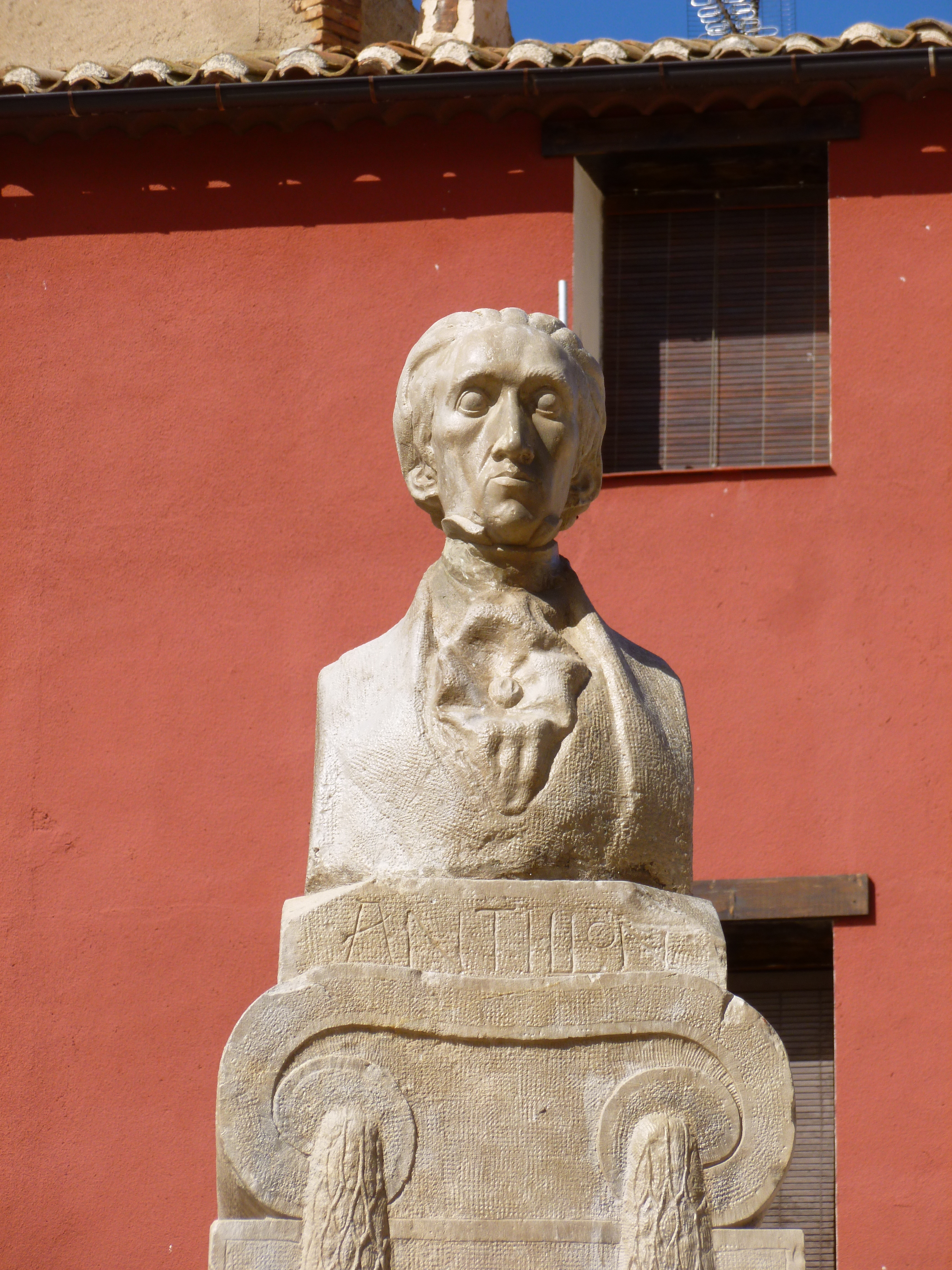
Busto de Isidoro de Antillón y Marzo en su pueblo natal

- María del Carmen Antillón y Piles (16 de julio de 1811-11 de enero de 1881),[3] II condesa de Antillón.[2]

Se casó con Antonio Pérez de Herrasti y Recio Chacón, XI señor del Padul, hijo de Antonio Pérez de Herrasti y Enríquez de Navarra, X señor de Padul y XI señor de Domingo Pérez, y de su esposa Josefa Recio Chacón y Valverde. En 27 de junio de 1881 le sucedió su hijo:
- Isidoro Pérez de Herrasti y Antillón (Madrid, 1838-1905),[6] III conde de Antillón,[2][3]  XI señor de Padul.

Se casó con su prima hermana, Josefa Pérez de Herrasti Vasco Recio-Chacón. Le sucedió su nieto, hijo de Antonio Pérez de Herrasti y Pérez de Herrasti, que premurió a su padre, y de su esposa María de Orellana-Pizarro Maldonado, XII marquesa de Albayda, Grande de España.:
- Antonio Pérez de Herrasti y Orellana (m. 11 de octubre de 1974), IV conde de Antillón,[7][2] XIII marqués de Albayda,[8] XV marqués de la Conquista y II conde de Padul.

Se casó el 2 de julio de 1924 con Matilde Narváez y Ulloa, hija de los II marqueses de Oquendo. En 24 de septiembre de 1975 le sucedió su hijo:
- Antonio Pérez de Herrasti y Narváez (m. 29 de diciembre de 1996), V conde de Antillón,[10][2] XIV marqués de Albayda[11][8] XVI marqués de la Conquista. Soltero, sin descendencia. Le sucedió su hermano el 1 de junio de 1998:[2]

- Ramón Pérez de Herrasti y Narváez (Madrid, 22 de octubre de 1927-ibíd. 13 de octubre de 2017),[12] VI conde de Antillón,[2][13]  XIV marqués de Albayda, Grande de España[14] XVII marqués de la Conquista[15] y III conde de Padul,[16]

Se casó con Begoña de Urquijo y Eulate (m. 2007). Le sucedió su hija:
- María Pérez de Herrasti y Urquijo, VII condesa de Antillón,[17] IV condesa de Padul,[18] XVI marquesa de Albayda[19] y XVIII marquesa de la Conquista.[20]

Casada con Íñigo Méndez de Vigo. Sucedió su hija, a quien cedió el título:
- Inés María Méndez de Vigo y Pérez de Herrasti, VIII condesa de Antillón.[21]